# Jotus
Jotus L. Koch, 1881 è un genere di ragni appartenente alla famiglia Salticidae.

## Distribuzione
Le 8 specie oggi note di questo genere sono diffuse in Oceania e nelle Molucche: in particolare ben 5 sono endemiche dell'Australia.

## Tassonomia
Questo genere è stato rimosso dalla sinonimia con Lycidas Karsch, 1878 a seguito di uno studio di Davies & Zabka del 1989, contra uno studio precedente dello stesso Zabka del 1987.
A dicembre 2010, si compone di otto specie:
- Jotus auripes L. Koch, 1881[2] — Nuovo Galles del Sud
- Jotus braccatus L. Koch, 1881 — Queensland
- Jotus debilis L. Koch, 1881 — Nuovo Galles del Sud
- Jotus frosti Peckham & Peckham, 1901 — Victoria (Australia)
- Jotus insulanus Rainbow, 1920 — Isola Lord Howe
- Jotus maculivertex Strand, 1911 — Isole Kei (Indonesia)
- Jotus minutus L. Koch, 1881 — Queensland
- Jotus ravus (Urquhart, 1893) — Nuova Zelanda

### Specie trasferite
- Jotus abnormis Bösenberg & Strand, 1906; trasferita al genere Phintella[1]
- Jotus arcipluvii Peckham & Peckham, 1901; trasferita al genere Zenodorus[1]
- Jotus difficilis Bösenberg & Strand, 1906; trasferita al genere Phintella[1]
- Jotus igneus Hogg, 1915; trasferita al genere Palpelius[1]
- Jotus lineus (Karsch, 1879); trasferita al genere Phintella[1]
- Jotus munitus Bösenberg & Strand, 1906; trasferita al genere Phintella[1]
- Jotus munitus chinesicus Strand, 1907; trasferita al genere Phintella[1]